# Spilichneumon nigrifrons
Spilichneumon nigrifrons là một loài tò vò trong họ Ichneumonidae.